# Донт (Белуно)
Донт (итал. Dont) је насеље у Италији у округу Белуно, региону Венето.
Према процени из 2011. у насељу је живело 478 становника. Насеље се налази на надморској висини од 963 м.